# Ernst Albrecht (polityk)
Ernst Carl Julius Albrecht (ur. 29 czerwca 1930 w Heidelbergu, zm. 13 grudnia 2014 w Burgdorfie) – niemiecki polityk, dyplomata i menedżer, działacz Unii Chrześcijańsko-Demokratycznej (CDU), w latach 1976–1990 premier Dolnej Saksonii.

## Życiorys
W 1948 zdał egzamin maturalny w Brake. Początkowo studiował filozofię i teologię, następnie prawo i ekonomię na Uniwersytecie Eberharda Karola w Tybindze i na Uniwersytecie w Bonn. Doktoryzował się w 1959. Od połowy lat 50. mieszkał i pracował w Brukseli, był zatrudniony w administracji Europejskiej Wspólnoty Gospodarczej. W latach 1958–1967 był dyrektorem gabinetu komisarza Hansa von der Groebena, od 1967 do 1970 pełnił funkcję dyrektora generalnego do spraw konkurencji w Komisji Europejskiej.
Po powrocie do Niemiec działał w Unii Chrześcijańsko-Demokratycznej. Od 1970 do 1990 sprawował mandat posła do landtagu kraju związkowego Dolna Saksonia. W latach 1971–1976 zajmował stanowisko dyrektora generalnego przedsiębiorstwa spożywczego Bahlsen.
W styczniu 1976, po rezygnacji socjaldemokraty Alfreda Kubela, pozostająca w opozycji CDU wystawiła jego kandydaturę na premiera Dolnej Saksonii. Ernst Albrecht został dość niespodziewanie wybrany na tę funkcję w trzeciej rundzie tajnego głosowania, otrzymując więcej głosów niż posiadała w landtagu jego partia. Urząd premiera sprawował przez ponad 14 lat do czerwca 1990, gdy władzę w landzie przejęli socjaldemokraci Gerharda Schrödera. Od 1979 do 1990 był równocześnie wiceprzewodniczącym federalnych struktur CDU. W kadencji 1985–1986 był przewodniczącym Bundesratu.
Wycofał się potem z działalności politycznej, powracając do sektora prywatnego. W latach 90. był właścicielem i przewodniczącym rady nadzorczej przedsiębiorstwa metalurgicznego EHW Thale AG.
Ernst Albrecht był żonaty, miał siedmioro dzieci (w tym Ursulę von der Leyen). W ostatnich latach życia cierpiał na chorobę Alzheimera, co sam upublicznił w 2008.